# Bäcks lanthandel
Bäcks lanthandel var en lanthandel som startades 1866, och lades ned i oktober 2018 efter 152 år, som Sveriges äldsta manuella lanthandel i drift. Den låg i Nedre Bäck i Romelanda socken på vägen mellan Kungälv och Lilla Edet, på Bohuslänsidan av Göta älv, i nordligaste delen av Kungälvs kommun.